# فريمان توماس
فريمان توماس (بالإنجليزية: Freeman Thomas)‏ (11 أبريل 1838 - 1 ديسمبر 1868) هو لاعب كريكت بريطاني (وحمل سابقاً جنسية المملكة المتحدة لبريطانيا العظمى وأيرلندا).